# Tommy McCook
Pour les articles homonymes, voir McCook.
Tommy McCook  (Thomas Matthew McCook) (3 mars 1927 La Havane, Cuba – 4 mai 1998 Atlanta, Géorgie) est un saxophoniste (ténor, alto) et flûtiste, compositeur et arrangeur jamaïcain.
Il traversa les différentes étapes de la musique jamaïcaine en restant tout au long de sa carrière un acteur de premier plan. À ses débuts, il fut séduit par le jazz. Il se concentra sur les concerts dans les clubs et hôtels dans lesquels il était très populaire. Mais ceci l’empêcha d’être parmi les pionniers du ska. Par contre son influence dans l’industrie musicale insulaire fut réelle par la suite au sein des Skatalites, des Supersonics, ces deux formations étant les références des années 1960, des Aggrovators ou des Revolutionaries. Au début des années 1980, il fut à l’origine de la recomposition des Skatalites.

## Biographie

### Apprentissage et jazz
Tommy McCook arrive en Jamaïque en 1933 lorsque sa mère décide de rentrer dans son pays natal. Elle trouve un travail dans un hôtel de Kingston, le Bournemouth Beach Club où se produit le soir un big band dirigé par Eric Dean. Son frère aîné étudie à l’Alpha Boys School et joue dans l’orchestre de l’école. Le jeune Tommy découvre ainsi la musique. À onze ans, il entre dans cette même école et entame l’apprentissage du saxophone ténor. En 1943, il est recruté au sein de l’Eric Dean’s Orchestra. Il rejoint ensuite le Don Hitchnman’s sextet, avec lequel il sera un des premiers musiciens jamaïcains à enregistrer, puis le Roy Coburn’s Blu-Flames. Il côtoie dans cette formation le bassiste Cluett Johnson, le tromboniste Don Drummond et les saxophonistes Bobby Gaynair et Roland Alphonso.
En 1954, McCook part pour une série de concerts aux Bahamas, accompagné entre autres par le guitariste Ernest Ranglin et le trompettiste Franck Anderson. Il y restera jusqu’en 1962. C’est lors d’un voyage à Miami qu’il découvre la virtuosité de John Coltrane et décide alors de ne se consacrer qu’au jazz. À son retour en Jamaïque, huit ans après le début de son exil, il fonde une petite formation de jazz. Tommy McCook est vite reconnu comme un des meilleurs saxophonistes et devient incontournable. Pendant son absence, une industrie musicale locale s’est développée, accompagnée par une révolution sonore. Le ska pointe son nez. Son rival de toujours, Roland Alphonso, se trouve engagé comme musicien sur une croisière. Les producteurs Vincent Chin et Clement « Coxsone » Dodd proposent donc à Tommy McCook d’enregistrer mais il se montre réticent à cette nouvelle forme musicale. Dodd n’arrive qu’à le convaincre de participer à l’enregistrement d’un disque de jazz paru sous le titre Jazz Jamaica from the Workshop. Un jour, il entend Schooling the Duke, titre d’une production de Coxsone interprétée par Bobby Gadnair, Johnny "Dizzy" Moore et Don Drummond. Les solos de la section cuivre lui permettent de découvrir que sa vision jazzy de la musique peut s’épanouir pleinement dans le ska.

### Le leader
Son premier enregistrement ska est le désormais classique Exodus pour Coxsone en novembre 1963. Suivent Adam’s Apple toujours avec Coxsone et Goldfinger pour Duke Reid. Le batteur Lloyd Knibb, qu’il fréquente dans les concerts et au camp rasta de Count Ossie, lui propose de prendre la tête d’un groupe comprenant les meilleurs musiciens de l’île. La paye d’un musicien était alors au jour le jour suivant sa présence à un concert ou des sessions d’enregistrement. Il s’agit donc de s’assurer des contrats en montant le meilleur groupe possible. Après avoir une première fois décliné l’offre, Tommy McCook finit par accepter la proposition de Lloyd Knibb. Les Skatalites naissent ainsi fin 1963.

#### The Skatalites
Le groupe The Skatalites se produira dans les plus hauts lieux de Jamaïque, de Kingston à Montego Bay en passant par Falmouth sous le nom Tommy McCook and The Ska-talites. Pendant cette période, ils seront le groupe référence créant des centaines de morceaux instrumentaux. McCook est à l’origine de nombreux classiques dont Freedom Sound, Fidel Castro, Black Sunday, Cleopatra et tant d’autres. Les Skatalites seront également le backing band de nombreux chanteurs comme Ken Boothe, Alton Ellis, Jackie Opel, Lee Perry, Delroy Wilson ou les Wailing Wailers. Tommy arrangera alors une grande partie des cuivres sur ces chansons, dont le célèbre Simmer Down. Entre 1964 et 1965, il participera donc à de nombreuses sessions d’enregistrement pour divers producteurs (Coxsone, Duke Reid, Lloyd Daley, Leslie Kong, Vincent Chin, King Edwards et Justin Yap). Après plus d’un an de vie commune le groupe se sépare. Une des raisons invoquées sera entre autres la rivalité entre Roland Alphonso et Tommy McCook qui finira par lasser ses membres. Le producteur Arthur Duke Reid propose alors à McCook de devenir le directeur artistique de ses labels.

#### Supersonics
Il fonde alors les Supersonics, groupe du tout nouveau studio de Treasure Isle, construit au-dessus du magasin d’alcool de Duke Reid. Quand McCook a été directeur musical pour les Supersonics, le groupe comprenait le bassiste Jackie Jackson et le batteur Paul Douglas, qui sont devenus la section rythmique pour Toots and the Maytals quand l'ère du reggae a émergé du rocksteady. Il y retrouve Paul Douglas, Johnny Moore, Lloyd Knibb à la batterie où parfois le remplace Hugh Malcom, le saxophoniste Lester Sterling, le tromboniste Vin Gordon (en), le pianiste Gladstone Anderson, l’organiste Winston Wright, le bassiste Jackie Jackson et le guitariste Lynn Taitt. La collaboration avec Duke Reid est fructueuse puisqu’ils vont dominer l’ère rocksteady en produisant Alton Ellis, Justin Hinds and the Dominoes, les Melodians, les Paragons, Phyllis Dillon et les Techniques. Tommy McCook interprétera de nombreux instrumentaux et versions de ces standards de la chanson jamaïcaine. Mabrak sera la version du Queen Majesty des Techniques, My Best Dress celle de My Best Girl des Paragons mais aussi Buck & The Preacher l’instrumentale de I See Your Face de John Holt ou encore Expo, Indian Love Call, Lara's Theme, Kansas City, Mr Solo, My Girl, Open Jaw, Our Man Flint, Real Cool, Rock Away, Saboo, Sir Don, Soldier Man, Soul For Sale, Soul Serenade, Wall Street Shuffle, Work Your Soul et tant d’autres titres. Pendant cette période, il participera à des sessions d’enregistrement pour Blondel Keith Calnek et ses labels Caltone et JonTom (pour Johnny Moore et Tommy McCook). Avant de se désintégrer en 1969, Tommy McCook and the Supersonics sortiront un album produit par Winston Riley ancien chanteur des Techniques avec lesquels a joué le groupe. Tout en gardant un engagement hebdomadaire chez Treasure Isle, Tommy McCook deviendra un musicien freelance jouant chez divers producteurs.

### Les années reggae
Au cours des années 1970, le reggae se développe et Tommy McCook travaille ainsi avec de nombreux producteurs plus jeunes en leur offrant son expérience pour les accompagnements de cuivres. La section de cuivres avec laquelle il travaille est souvent composée de Bobby Ellis (en) à la trompette, de Vin Gorgon au trombone et du saxophoniste alto Herman Marquis. Il enregistre avec Harry Mudie (en) (It May Sound Silly ou Drifter With A Flute), Augustus Clarke (The Right Track et Schnectady’s Shock), Lloyd Daley (Cyrus), Rupie Edwards (en) (West Of Parade et Bubbling Horns), B. Frankson (Flower Pot), Peter Weston (Dracula), Ken Gordon (Fatman), Clive Chin pour Jaro la version de Java, Jimmy Radway (The Great Tommy McCook) ou encore Niney (One Train Load Of Collie ou Zorro). Clement Dodd lui fera enregistrer Jamrec Jam, Tunnel One ou Tenor On Call sur le riddim de Slogan On the Wall des Viceroys. Son nom apparaitra sur deux faces B de Bob Marley pour Live, la version de Lively Up Yourself et Faceman instrumental de Screwface. Lee Perry fera appel à lui en 1972 pour l’enregistrement du LP Cloack and Dagger et il jouera même du piano sur certaines chansons de l’album Black Board Jungle. Il collabore de façon plus régulière pour Glen Brown entre 1972 et 1977 (qui sort un LP de Tommy de façon confidentielle sous label blanc en 1977) pour qui il enregistre les enivrants Tubby’s Control et Harry meet Tommy. Il se rendra à Londres en 1973 avec Jimmy Cliff et rencontrera le flûtiste Herbie Mann avec lequel il enregistrera l’album Reggae. En 1975, le gouvernement jamaïcain lui remet l’«Order of Distinction», récompense nationale semblable à notre Ordre de la Légion d’Honneur. Vivian « Yabby You » Jackson ne se privera pas de son talent pour nombre de ses productions et produira même trois LPs. Revenge, Plague Of Horn, Death Trap ou Stop Your Quarreling représentent l’apogée de leur collaboration. Il fait également partie du groupe de studio de Joe Gibbs, les Professionals qui accompagnent Culture ou Dennis Brown sur leur LP respectif Two Sevens Clash et Vision Of Dennis Brown. Ras Michael fera appel à lui pour son album Rastafari produit par Tommy Cowan (en). Comme pour la décennie précédente, Tommy McCook fera partie des groupes marquants de la musique jamaïcaine. Comme celui de Bunny Lee, dont il est le soliste attitré, Les Aggrovators ou encore celui de Channel One les Revolutionaries, dans la deuxième moitié des années 1970, avec lesquels il participera à divers projets dub, aux albums des Mighty Diamonds Right Time, de Derrick Harriott Reggae Chart Busters Style ou à celui de I Roy Cancer. Par ailleurs, McCook jouera les acteurs et apparaîtra au début du film de Ted Bafaloukos, Rockers, tourné en 1977.
Mais à cette période, succède une révolution musicale avec l’arrivée du digital, qui sèvrera les musiciens de producteurs. Tommy McCook participera néanmoins à quelques sessions du label Nighthawk dans les années 1980. Il sera de la section cuivre sur l’album des Itals, de Justin Hinds, de Junior Byles.

### Retour au ska
En 1983, il motivera, avec le manager Herbie Miller, ses anciens camarades des Skatalites pour se reformer pour le festival Reggae Sunsplash et à la Blue Monk Jazz Gallery à Kingston. Le succès de la manifestation encourage Tommy McCook à aller habiter aux États-Unis en 1985 pour rejoindre les autres membres et en 1986 le groupe se met à tourner. En 1992, les Skatalites rejoignent les studios pour l’album Ska Voovee produit et dirigé par Tommy McCook. Il composera 11 des 12 titres. En 1994 et 1996, Il produit, associé à Joe Ferry deux nouveaux albums (Hi-Bop-Ska et Skamania). C’est à ce moment qu'à la suite de problèmes de santé, McCook se fait plus rare sur scène alors que les Skatalites enchaînent les tournées mondiales aux salles combles. En 1997, il enregistra son dernier album Tommy McCook and Friends pour le label Moon Ska (en). Il sortira dans le commerce en 1998, quelques jours avant sa mort le 5 mai des suites d’une crise cardiaque.

## Sources
- Bradley L., Bass Culture, éditions Allia, Paris, 2005
- Keyo B.,  livret de l'album de The Skatalites, Foundation Ska, Heartbeat, 1997.
- Keyo B.,  livret de l'album de Tommy McCook and the Skatalites, Tribute to Tommy McCook, Heartbeat, 1999.
- Maréchal Y., Tommy McCook in L'encyclopédie du Reggae 1960-1980, éditions Alternatives, Paris, 2005.